# Lampuyang (Talaga)
Lampuyang is een bestuurslaag in het regentschap Majalengka van de provincie West-Java, Indonesië. Lampuyang telt 2469 inwoners (volkstelling 2010).